# Un week-end à Paris
Pour les articles homonymes, voir Week-end (homonymie).
Pour plus de détails, voir Fiche technique et Distribution.
Un week-end à Paris (Le Week-end en version originale) est une comédie dramatique britannique réalisée par Roger Michell sortie en 2013.

## Synopsis
Nick et Meg Burrows, un couple d'anglais, viennent fêter leurs 30 ans de mariage à Paris. Durant le séjour ils réapprennent à s'amuser, ils redécouvrent la ville et ravivent les souvenirs de leur jeunesse. Mais ce voyage les amène aussi à se poser une question : comment leur amour s'est-il dégradé ?

## Fiche technique
- Titre : Un week-end à Paris
- Titre original : Le Week-end
- Réalisation : Roger Michell
- Scénario : Hanif Kureishi
- Photographie : Nathalie Durand
- Montage : Kristina Hetherington
- Musique : Jeremy Sams
- Producteur : Kevin Loader
  - Producteur délégué : Philip Knatchbull, Louisa Dent et Sue Bruce Smith
  - Producteur exécutif : Rosa Romero
  - Coproducteur : Bertrand Faivre
- Production : Film4, Le Bureau et Free Range Films
- Distribution : ARP Sélection et Music Box Films
- Pays d'origine :  Royaume-Uni
- Genre : Comédie dramatique
- Durée : 93 minutes
- Dates de sortie :
  -  Royaume-Uni,  Irlande : 11 octobre 2013
  -  France,  Belgique : 5 mars 2014
  -  États-Unis : 14 mars 2014

## Distribution
- Jim Broadbent (VQ : André Montmorency) : Nick Burrows
- Lindsay Duncan (VQ : Claudine Chatel) : Meg Burrows
- Jeff Goldblum (VQ : Jean-Luc Montminy) : Morgan
- Olly Alexander : Michael
- Judith Davis (VQ : Rose-Maïté Erkoreka) : Eve
- Xavier de Guillebon : Jean-Pierre Degremont
- Lee Michelsen : Harry Rose
- Brice Beaugier : Robert
- Marie-France Alvarez : Victoire La Chapelle
- Denis Sebbah : Christopher Aragues

## Autour du film
Le film a été tourné à Paris, et notamment au bistrot Joséphine Chez Dumonet, situé dans le 6e arrondissement.

## Distinctions
- Festival international du film de Saint-Sébastien 2013 : Coquille d'argent du meilleur acteur pour Jim Broadbent

### Nominations et sélections
- Festival international du film de Vancouver 2013 : sélection officielle
- Festival international du film de Saint-Sébastien 2013 : sélection officielle (en compétition pour la Coquille d'or)